# اچ‌ام‌اس ام۱۷
اچ‌ام‌اس ام۱۷ (به انگلیسی: HMS M17) یک کشتی بود که طول آن ۱۷۷ فوت ۳ اینچ (۵۴٫۰۳ متر) بود. این کشتی در سال ۱۹۱۵ ساخته شد.